# 视差障壁

视差障壁技术与柱状透镜技术的对比

视差障壁是一个放置于图像显示设备如LCD屏幕前，以不依赖三维眼镜显示三维立体影像的设备。它有一个被精准切割成条状的层，可以让使用者眼睛接收到从LCD发出的两套影像，以产生视差造成的三维视觉效果。采用这种技术的著名产品之一有Nintendo3DS。